# Mysteria minuta
Mysteria minuta är en skalbaggsart som beskrevs av Dias 1988. Mysteria minuta ingår i släktet Mysteria och familjen långhorningar.
Artens utbredningsområde är Paraguay. Inga underarter finns listade i Catalogue of Life.